# Ctenichneumon messorius
Ctenichneumon messorius là một loài tò vò trong họ Ichneumonidae.